# We Don’t Talk About Bruno
We Don’t Talk About Bruno ist ein Lied von Adassa, Stephanie Beatriz, Mauro Castillo, Rhenzy Feliz, Carolina Gaitán und Diane Guerrero aus dem Jahr 2021. Das Lied ist Teil des Soundtracks des animierten Musicals Encanto und wurde von Lin-Manuel Miranda und Mike Elizondo produziert sowie von erstgenanntem geschrieben. Nach der Premiere des Stücks im Film am 3. November 2021 erfolgte die Single-Veröffentlichung am 19. November 2021. 2023 wurde das Lied mit dem Grammy in der Kategorie Best Song Written for Visual Media ausgezeichnet.

## Hintergrund
Am 3. November 2021 feierte mit Encanto der 60. abendfüllende Animationsfilm der Walt Disney Animation Studios Weltpremiere. Für die zahlreichen Musikeinlagen des in Kolumbien spielenden Fantasyfilms wurde der etablierte Musicalkomponist Lin-Manuel Miranda verpflichtet, der acht Lieder beisteuerte. Am 19. November desselben Jahres erfolgte die kommerzielle Veröffentlichung des Soundtracks, am 24. November jene des Spielfilms.
Im Jahre 2022 entwickelte sich der Soundtrack und insbesondere das Lied We Don’t Talk About Bruno, auch unter starkem Mitwirken der Plattform TikTok, wo sich die Musik viral verbreitete, zu einem großen Erfolg in den Charts mehrerer Länder, so besetzten beide wochenlang Platz eins der offiziellen US-amerikanischen Charts. Der Song war nach A Whole New World aus dem Film Aladdin, das 1993 zum Nummer-eins-Hit avancierte, der zweite aus einem Disney-Animationsfilm-Soundtrack, dem ein Sprung an die Spitze gelang. Zudem stellte er mit sechs individuell angegebenen Interpreten in dieser Hinsicht einen Rekord unter den Nummer-eins-Hits auf. Im Vereinigten Königreich war er sogar der erste Disney-Titel, der die Spitze der Singlecharts erklomm. Da das Lied erst nach Ablauf der Frist unvorhergesehen derart in seiner Popularität stieg, wurde es nicht für eine Nominierung für den Oscar für den besten Song eingereicht; stattdessen wurde Dos Oruguitas eingereicht und auch nominiert.
In der deutschen Synchronfassung sowie auf der deutschsprachigen Version des Soundtrackalbums heißt das Lied Nur kein Wort über Bruno und wird von Yvonne Ambrée, Tommy Morgenstern, Anita Hopt, Alvaro Soler, Yvonne Greitzke und Magdalena Turba interpretiert.

## Musik und Text
We Don’t Talk About Bruno ist ein stark von der Salsa geprägter Song im Musicalstil, der aus der Sicht der jeweils vortragenden Charaktere geschrieben ist. Auffällig ist die Struktur des Liedes: Es gibt keinen Refrain und jede Strophe hat eine andere Melodie. Am Ende dieser ertönen zumeist die Zeilen „We don't talk about Bruno, no, no, no / We don't talk about Bruno“. In der Mitte des Liedes gibt es eine Bridge, in der mehrere ansonsten nicht zur Filmhandlung gehörende Figuren abwechselnd eine Zeile singen. Im Finale des Liedes ertönen sämtliche Strophen gleichzeitig und münden in einem kollektiven „We don't talk about Bruno, no, no, no / Not a word about Bruno“ – ein Stilmittel, das Madrigal genannt wird, was auch den Familiennamen der Hauptfiguren darstellt. Das Lied ist von über den gesamten Soundtrack verteilten Leitmotiven und wiederkehrenden Akkorden der jeweiligen Figuren durchzogen.
Im Kontext des Films wird das Lied gesungen, als die Hauptfigur Mirabel Madrigal Nachforschungen über ihren verschollenen Onkel Bruno, der die Gabe hat, Prophezeiungen vorherzusehen, anstellt und dafür mit ihrer Familie reden will, die sich jedoch stets weigerte, über ihn zu sprechen. Abwechselnd erzählen ihr nun die verschiedenen Figuren ihre Erfahrungen mit Bruno. Ihrer Tante Pepa (deren Gabe es ist, das Wetter zu beeinflussen) und deren Mann Félix prophezeite er Regen an ihrem Hochzeitstag, der prompt eintraf. Cousine Dolores, welche über übermenschlich gutes Gehör verfügt, singt danach über die Bürde von Brunos mächtiger Gabe und dass sie dessen Ticks und seinen Umgang mit Sand immer noch hören kann. Cousin Camilo (der nur etwas älter als Mirabel ist und Bruno wie sie auch nicht persönlich kannte), ein Gestaltwandler, beschreibt Bruno als monströsen, bösartigen Hünen, der sich mit Ratten umgibt. Es folgen drei Schilderungen von Dorfbewohnern: Bruno hätte den Tod eines Hausfisches, Gewichtszunahme und Haarausfall vorhersagt, was alles danach geschah. Mirabels Schwester Isabela, die die Gabe hat, Blumen wachsen zu lassen und in der Familie und im Dorf als „perfekt“ angesehen wird, scheint die einzig positive Prophezeiung zu schildern: Bruno prophezeite ihr, dass das Leben ihrer Träume eines Tages ihr gehören werde, und dass ihre Kraft wie Trauben an der Rebe wachsen werde. Abgegrenzt von den anderen singt Dolores für sich alleine einen weiteren Teil der Strophe: Bruno habe ihr prophezeit, dass der Mann ihrer Träume im Moment außerhalb ihrer Reichweite läge, da er bereits einer anderen versprochen wird. Isabela ermahnt Mirabel, kein Wort mehr davon zu erzählen, während Dolores singt, dass sie „ihn hören“ könne. Mirabel singt jedoch, dass sie unbedingt die ganze Wahrheit über Bruno erfahren müsse. Währenddessen reist Isabelas zukünftiger Verlobter Mariano Guzman zum gemeinsamen Essen an, was von Großmutter und Matriarchin Abuela sowie Camilo kommentiert wird. Während von der Familie der Tisch gedeckt wird, ertönen nochmal alle Strophen gleichzeitig, während Mirabel für sich allein die Scherben von Brunos letzter Vision zusammensetzt und dabei sich selbst vor dem einstürzenden Haus ihrer Familie sieht – sie singt nun, dass sie Bruno nie hätte erwähnen sollen. Gegen Ende des polymelodischen Gesangs, als sie ihre jeweiligen Strophen beenden, wiederholen Isabela und Dolores mantraartig die Worte I'm fine („es geht mir gut“).

## Interpretation und Rekontextualisierung im weiteren Handlungsverlauf
Erst im Laufe des Filmes wird einigen der gesungenen Passagen mehr Kontext zuteil. Bruno war tatsächlich nie verschollen, sondern versteckte sich im riesigen Anwesen, weshalb ihn Dolores tatsächlich hören konnte. Während ihm die Familie und die Dorfbewohner die Schuld an den negativen Ereignissen gaben, überbrachte er in Wirklichkeit lediglich, dass diese eintreten würden. Da Abuela immer um die Wahrung eines makellosen Images bemüht war, erschienen die stets als negativ aufgefassten Prophezeiungen als Störfaktor und er wurde zum schwarzen Schaf der Familie. Isabelas Prophezeiung verändert gleich in doppelter Hinsicht ihre Bedeutung. Anders als es jedes Familienmitglied annimmt, möchte sie überhaupt nicht aus eigenem Antrieb „perfekt“ sein, sondern, um Abuelas hohen Ansprüchen zu genügen und dem Wohl der Familie zu nützen. Tatsächlich hegt sie für Mariano keine Gefühle, sondern würde ihn nur heiraten, um der Erwartungshaltung zu entsprechen. Das Leben ihrer Träume ist es eigentlich, aus dieser Rolle auszubrechen, sowie neben „perfekten“ Blumen auch andere, wild wuchernde Pflanzen wie Kakteen oder fleischfressende Pflanzen wachsen zu lassen. Sie nahm somit an, Bruno wäre wie jeder andere auch davon ausgegangen, das „perfekte“ Leben, das sie zurzeit bestreitet, welches sie aber in Wahrheit unglücklich macht, wäre jenes ihrer Träume, weshalb auch für sie Brunos Prophezeiung negativ konnotiert war. Allerdings gelingt ihr im Laufe des Films, ihre wahren Bedürfnisse auszusprechen und sie selbst zu sein, sowie ein Ausbau ihrer Kräfte auf die wildere Flora, sodass sich die Prophezeiung doch noch wortwörtlich erfüllt. Dolores hingegen hegt wahre Gefühle für Mariano, der jedoch Isabela zugedacht war. Aus Brunos Prophezeiung schloss sie daher, dass dies für sie auf ewig unerfüllte Liebe bedeute. Nachdem Isabela gegen Ende des Films jedoch aus den Verlobungsplänen aussteigt, wird eine Annäherung von Dolores und Mariano angedeutet. Sowohl Isabela als auch Dolores singen am Ende im polymelodischen Teil, dass es ihnen gut ginge. Im Laufe des Films jedoch wird klar, dass es beiden tatsächlich nicht gut ging, sie diese Fassade allerdings für die Familie und für Abuela im Speziellen wahren mussten. Mit Dolores' Zeile im direkten Anschluss an ihre Strophe über den Mann ihrer Träume, dass sie „ihn“ jetzt hören könne, kann sowohl wie zuvor in ihrem ersten Vers von ihr eindeutiger beschrieben Bruno gemeint sein, den sie aufgrund ihres Supergehörs im Haus wahrnehmen kann, oder aber Mariano, der sich zu diesem Zeitpunkt auf der Anreise zum Haus der Madrigals befindet und kurz darauf eintrifft. Pepas Prophezeiung stellt sich gar als Missverständnis heraus: Bruno habe lediglich den nervösen Schweiß seiner Schwester am Hochzeitstag mit Regen verglichen, was Pepa als Voraussagung fehlinterpretierte. Da sie selbst durch ihre Gabe das Wetter beeinflussen kann und der Gedanke an Regen nun in ihrem Hirn festsaß, ist sie es selbst gewesen, die das Unwetter am Tag der Trauung verursachte. Camilos auf Hörensagen beruhende Darstellung Brunos erweist sich als ins Schaurige verzerrt: so stimmt es durchaus, dass er sich gerne mit Ratten umgibt, aber während der Gestaltwandler diese mit bösem Blick und grün leuchtenden Augen verkörperte, sind sie tatsächlich seine niedlichen und freundlichen Haustiere.
In der deutschen Synchronisation gehen trotz einer weitgehend akkuraten Übersetzung manche der doppelten Bedeutungen und Nuancen verloren: so singt Isabel, Bruno hätte ihr allgemein eine traumhafte und aufregende Zukunft versprochen – nicht jedoch wie im Englischen das Leben ihrer Träume. Außerdem wurde Dolores' Angebeteter im Original als „jemand anderem versprochen“ (betrothed to another) bezeichnet, während er im Deutschen „schon vergeben“ ist. Mariano Guzman und Isabela sind allerdings zu keinem Zeitpunkt ein festes Paar. Zudem singt sie im Deutschen ihr Traummann „bleibt unerreicht“, was faktisch falsch ist, da er gegen Ende des Filmes für sie erreichbar wird. Im Englischen ist von [he] will be just out of reach die Rede, was man entweder mit „er wird geradeso unerreichbar sein“ oder „er wird momentan unerreichbar sein“ übersetzen kann. Somit ist die Prophezeiung nicht falsch, da keine Langfristigkeit dieses Zustands vorausgesagt wurde.

## Kritik und Rezeption des Erfolges
We Don’t Talk About Bruno erhielt positive bis überschwängliche Kritiken. Es wurde von den meisten Rezensenten als das zentrale Stück und von einigen als das beste Lied des Soundtracks hervorgehoben. Viele Magazine analysierten sowohl das Lied an sich als auch seinen Platz in der Popkultur. Es wurde teilweise als Kommentar, wie Familien mit neurodiversen Mitgliedern umgehen, angesehen; bei näherem Betrachten singt niemand über schlechte Dinge, die Bruno tatsächlich getan hat, stattdessen wüssten sie mit ihm lediglich nichts anzufangen. Musikalisch wurden der Ohrwurmcharakter und die Bandbreite der Stile – von Dolores' schnellen, fast geflüsterten Zeilen bis zu Camilos theatralischem Auftritt – hervorgehoben, die die verschiedenen Persönlichkeiten der Madrigal-Familie einfange. Zudem wurde der Hype um den Song ob seiner Ungewöhnlichkeit vielfach besprochen. Einige Kritiker bemerkten, dass, während es bereits zuvor Lieder aus Disney-Filmen zu großen Charterfolgen und lang anhaltender hoher Popularität brachten, We Don’t Talk About Bruno im Speziellen einen untypischen Hit aus diesem Gefilde darstelle. Dies sei insbesondere der Fall, da der Text des Liedes stark in die Handlung des Filmes eingebunden ist und auf diese Bezug nimmt; eine Vorkenntnis der Prämisse und der Figuren muss vorausgesetzt werden, um ihn zu verstehen. Vergangene Hits und Evergreens wie etwa Can You Feel the Love Tonight oder Colors of the Wind hingegen würden auch fernab ihres jeweiligen Films als eigenständige Lieder funktionieren, für die es keinen zusätzlichen Kontext benötige. Auch das Genre und die Art des Liedes wären untypisch, da es sich bei den erfolgreichsten Disney-Songs zumeist um Balladen oder Hymnen der Helden handelte. Dabei blieben Lieder über den Schurken (oder in diesem Fall den vermeintlichen Schurken) kommerziell und populär unbeachtet. Zudem erhielt das Lied nahezu kein Radio-Airplay und wurde nicht separat zum Soundtrackalbum beworben. Zu guter Letzt waren in der Vergangenheit zumeist Pop-Versionen der im jeweiligen Film gesungenen Lieder, welche für eine Singleauskopplung von bekannten Stars interpretiert wurden, erfolgreich. Bei We Don’t Talk About Bruno handelt es sich aber um jene Version, die innerhalb des Films zu hören ist und vom Cast in-character vorgetragen wird. Eine Pop-Version wurde bei Encanto lediglich von Dos Oruguitas angefertigt. Es wurde vermutet, dass diese Ballade von Disney als besser vermarktbar und auch bei den Oscars als siegeswahrscheinlicher angesehen wurde, während die hohe positive Resonanz von We Don’t Talk About Bruno unerwartet eintraf. Tatsächlich war neben diesem auch noch der US- und UK-Top-Ten-Hit Surface Pressure, eine im Film von Mirabels Schwester Luisa gesungene Uptempo-Nummer über die Bürde, es allen recht machen zu wollen, wesentlich erfolgreicher als die Ballade. Die Vielseitigkeit und der unterschiedliche Klang der Strophen von We Don’t Talk About Bruno seien womöglich teilweise für das hohe Ausmaß an Beliebtheit auf der Plattform TikTok verantwortlich, da jedem User ermöglicht werde, einen anderen Lieblingsabschnitt und eine andere Lieblingsfigur zu haben und mit diesen kreativ zu arbeiten. Der hohe Erfolg des Liedes sei ein Zeichen davon, dass durch soziale Netzwerke Popularität von Musik weniger kalkulierbar werde.

## Kommerzieller Erfolg

### Chartplatzierungen
| ChartsChartplatzierungen       | Höchstplatzierung | Wochen |
| ------------------------------ | ----------------- | ------ |
| Deutschland (GfK)              | 71 (6 Wo.)        | 6      |
| Österreich (Ö3)                | 49 (6 Wo.)        | 6      |
| Schweiz (IFPI)                 | 70 (6 Wo.)        | 6      |
| Vereinigte Staaten (Billboard) | 1 (20 Wo.)        | 20     |
| Vereinigtes Königreich (OCC)   | 1 (24 Wo.)        | 24     |

| ChartsJahrescharts (2022)      | Platzierung |
| ------------------------------ | ----------- |
| Vereinigte Staaten (Billboard) | 24          |
| Vereinigtes Königreich (OCC)   | 11          |

### Auszeichnungen für Musikverkäufe
We Don’t Talk About Bruno

| Land/Region                  | Auszeichnungen für Musikverkäufe (Land/Region, Auszeichnung, Verkäufe) | Verkäufe  |
| ---------------------------- | ---------------------------------------------------------------------- | --------- |
| Australien (ARIA)            | Platin                                                                 | 70.000    |
| Brasilien (PMB)              | Platin                                                                 | 40.000    |
| Kanada (MC)                  | 4× Platin                                                              | 320.000   |
| Neuseeland (RMNZ)            | Gold                                                                   | 15.000    |
| Polen (ZPAV)                 | Gold                                                                   | 25.000    |
| Spanien (Promusicae)         | Platin                                                                 | 60.000    |
| Vereinigte Staaten (RIAA)    | 5× Platin                                                              | 5.000.000 |
| Vereinigtes Königreich (BPI) | 2× Platin                                                              | 1.200.000 |
| Insgesamt                    | 2× Gold · 14× Platin ·                                                 | 6.730.000 |

Ne parlons pas de Bruno

| Land/Region       | Auszeichnungen für Musikverkäufe (Land/Region, Auszeichnung, Verkäufe) | Verkäufe |
| ----------------- | ---------------------------------------------------------------------- | -------- |
| Frankreich (SNEP) | Gold                                                                   | 100.000  |
| Insgesamt         | 1× Gold ·                                                              | 100.000  |

No se habla de Bruno

| Land/Region       | Auszeichnungen für Musikverkäufe (Land/Region, Auszeichnung, Verkäufe) | Verkäufe |
| ----------------- | ---------------------------------------------------------------------- | -------- |
| Mexiko (AMPROFON) | 3× Gold                                                                | 210.000  |
| Insgesamt         | 1× Gold · 1× Platin ·                                                  | 210.000  |

Non si nomina Bruno

| Land/Region    | Auszeichnungen für Musikverkäufe (Land/Region, Auszeichnung, Verkäufe) | Verkäufe |
| -------------- | ---------------------------------------------------------------------- | -------- |
| Italien (FIMI) | Gold                                                                   | 50.000   |
| Insgesamt      | 1× Gold ·                                                              | 50.000   |